# Máhir al-Asad
Máhir al-Asad (* 8. prosince 1967, Sýrie) je syrský vojenský velitel, bratr syrského prezidenta Bašára al-Asada. Má pod svým velením 4. obrněnou divizi, elitní jednotku syrské armády, a také Republikánskou gardu. Bývá považován za druhého nejmocnějšího muže Sýrie po prezidentovi.
V polovině srpna 2012 se rozšířily zprávy, že v rámci občanské války v Sýrii přišel o jednu nebo obě nohy při bombovém útoku 18. července, při kterém zahynul mimo jiné syrský ministr obrany Dáud Radžha.
15. listopadu 2023 vydala Francie zatykač na něj, na jeho bratra Bašára a na další dva vysoké úředníky kvůli použití zakázaných chemických zbraní proti civilistům během syrské občanské války. Chemické zbraně měli použít v srpnu 2013 ve městě Dúmá a na na východě Ghúty.
Po vítězství syrské opozice a po svržení Asadova režimu v prosinci 2024 je jeho osud neznámý. Podle informace agentury Reuters Máhir uprchl přes Irák do Ruska.